# Ekologické zemědělství

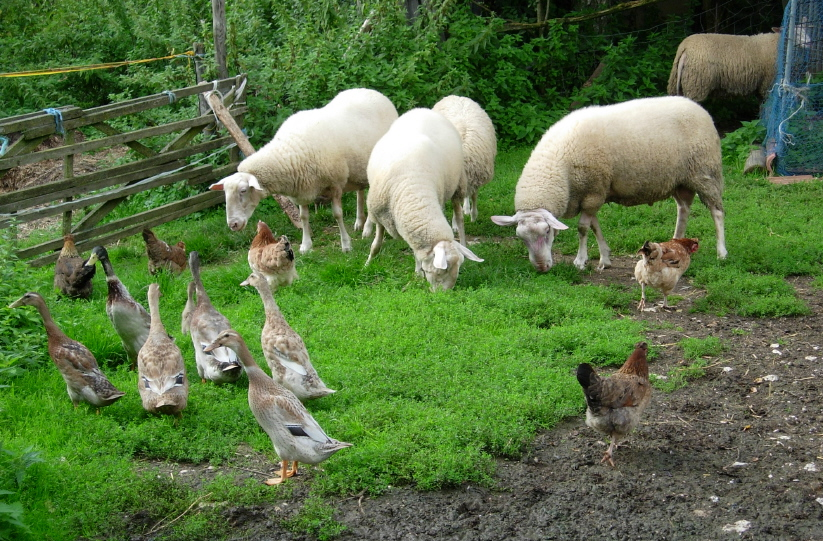
Ekologická farma v Německu

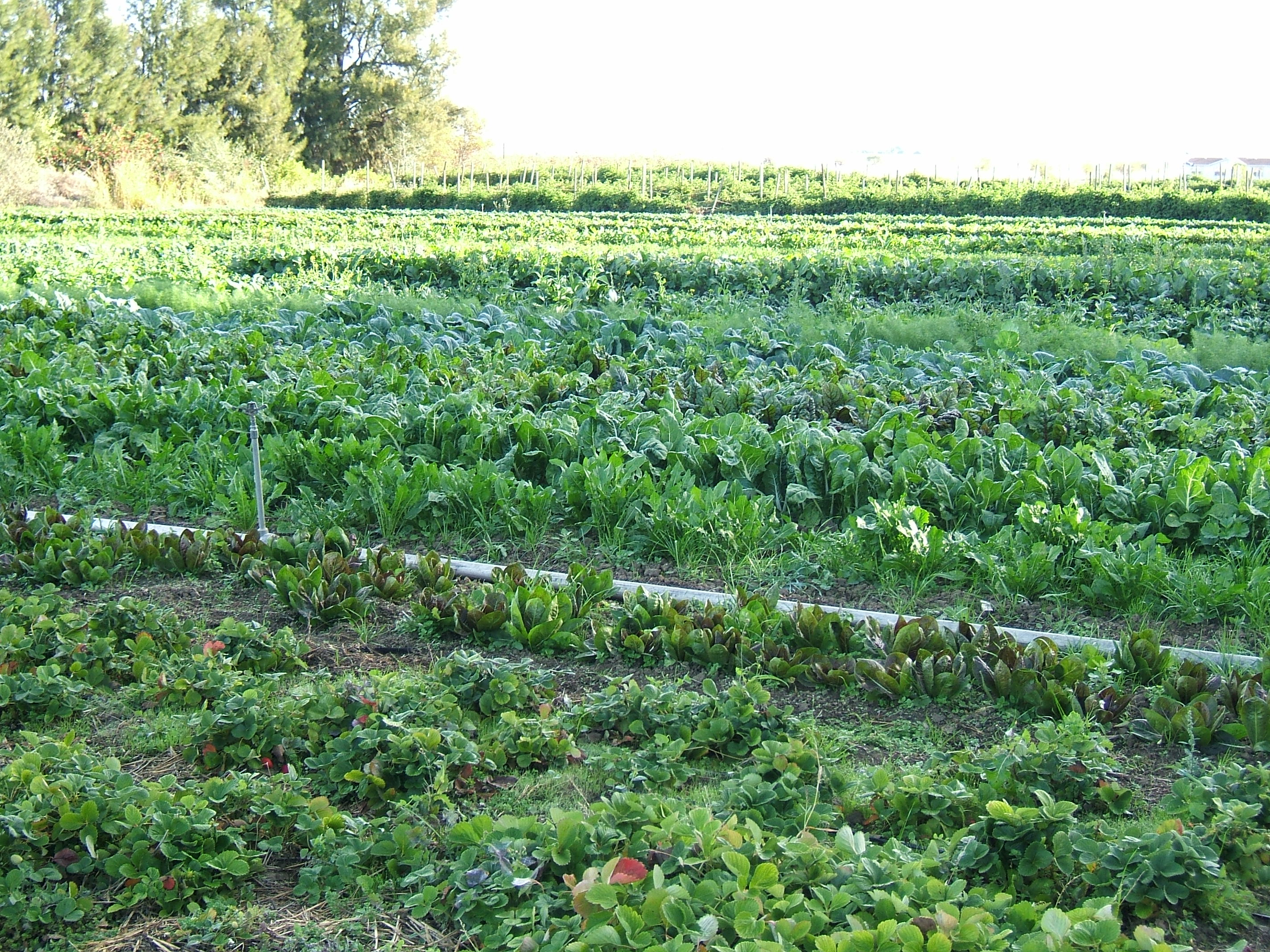
Ekologické pěstování různých druhů zeleniny v Kalifornii

Ekologické zemědělství (někdy též biozemědělství, řidčeji organické zemědělství) je zemědělský systém zohledňující přirozené koloběhy látek a jejich závislosti. Využívá hnojiva organického původu, jako je kompostovaný chlévský hnůj, zelené hnojení a kostní moučku, a klade důraz na techniky, jako je střídání plodin a smíšené plodiny, a na etické přístupy vůči chovaným zvířatům. Vzniklo na počátku 20. století jako reakce na rychle se měnící zemědělské postupy. Certifikované ekologické zemědělství zaujímá celosvětově plochu 75 milionů hektarů. Ekologické zemědělství se stále rozvíjí, za podpory řady organizací. Zásadní je podpora se biologická ochrana proti škůdcům, smíšené plodiny a podpora hmyzích predátorů. Ekologické normy jsou navrženy tak, aby umožňovaly používání přirozeně se vyskytujících látek a zároveň zakazovaly nebo přísně omezovaly syntetické látky. Povoleny jsou přirozeně se vyskytující pesticidy, jako je například pyrethrin, zatímco syntetická hnojiva a pesticidy jsou obecně zakázány. Mezi povolené syntetické látky patří síran měďnatý, elementární síra nebo ivermektin. Zakázány jsou geneticky modifikované organismy, nanomateriály, kaly z čistíren odpadních vod, regulátory růstu rostlin, hormony stejně jako používání antibiotik v chovu hospodářských zvířat. Zastánci ekologického zemědělství uvádějí výhody v oblasti udržitelného rozvoje, otevřenosti, soběstačnosti, samostatnosti a nezávislosti, zdraví, potravinové bezpečnosti a bezpečnosti potravin.
Metody ekologického zemědělství jsou mezinárodně regulovány a právně vymáhány mnoha státy, přičemž z velké části vycházejí z norem stanovených Mezinárodní federace hnutí ekologického zemědělství (IFOAM), mezinárodní zastřešující organizací pro ekologické zemědělství, která byla založena v roce 1972. Ekologické zemědělství lze definovat jako „integrovaný zemědělský systém, který usiluje o udržitelnost, zvyšování úrodnosti půdy a biologické rozmanitosti, přičemž až na vzácné výjimky zakazuje syntetické pesticidy, antibiotika, syntetická hnojiva, geneticky modifikované organismy a růstové hormony“.
Od roku 1990 trh s biopotravinami a dalšími produkty rychle roste, v roce 2020 dosáhl celosvětové tržby 121 miliard euro. Tato poptávka způsobila podobný nárůst ekologicky obhospodařované zemědělské půdy, která např. od roku 2001 do roku 2020 rostla ročním tempem asi 8 %. V roce 2020 tak bylo na celém světě ekologicky obhospodařováno přibližně 75 mil. ha, což představuje přibližně 1,6 % celkové světové zemědělské půdy, v Evropské unii 14,9 mil. ha, což je asi 9,2 % zemědělské půdy.
Ekologické zemědělství může být přínosné z hlediska biodiverzity a ochrany životního prostředí na místní úrovni. Protože však ekologické zemědělství má ve srovnání s konvenčním zemědělstvím nižší výnosy, je potřeba další zemědělské půdy na jiných místech světa, což znamená, že přírodní půda musí být přeměněna na zemědělskou. To může způsobit ztrátu biologické rozmanitosti a negativní dopady na klima, které by mohly převážit nad dosaženými místními environmentálními přínosy. Navíc může způsobit, že okolní konvenční zemědělství bude muset používat více pesticidů.

## Principy a metody

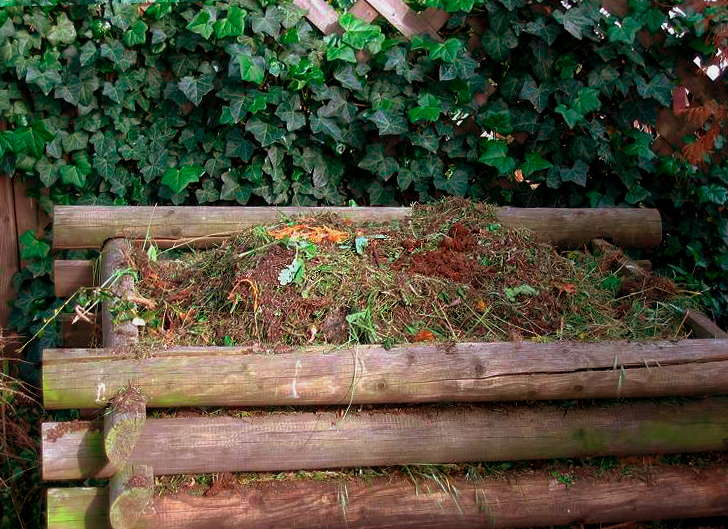
Kompost patří mezi hnojiva povolená v ekologickém zemědělství

Základem ekologického hospodaření je zdravá půda. Nedá se tedy začít s biozemědělstvím na půdě, kde donedávna probíhalo chemické hnojení, stávající kontaminace půdy ovšem není brána na zřetel při uznání bio-postupů. Udržení a zlepšování úrodnosti půdy se provádí přirozeným hnojením (hnůj, kejda, kompost, atd.), zeleným hnojením, pestrými osevními postupy a šetrným obděláváním půdy, které musí mimo jiné bránit erozi. Díky střídání plodin na poli a mnohotvárné kulturní krajině v jeho okolí se vytváří biologická rovnováha, která posiluje schopnost rostlin bránit se proti chorobám a škůdcům. Podporovány jsou ekologicky stabilizující prvky krajiny jako remízky, meze i břehové porosty. Regulace plevelů se v rámci ekologického zemědělství provádí s využitím moderní techniky přizpůsobené přírodě. Ekologičtí zemědělci nesmí používat průmyslová hnojiva, syntetické pesticidy, herbicidy, regulátory růstu i plodnosti, přenosy embryí a geneticky modifikované organizmy.
Zvířata jsou na ekologických farmách krmena převážně z produkce vlastního ekologického podniku, farma chová jen tolik hospodářských zvířat, kolik je schopna uživit vlastní produkcí. Nákup krmiv je možný pouze z jiných certifikovaných ploch. Zvířata musí mít dostatek prostoru, musí jim být umožněn pohyb mimo ustájení (a to i v zimě) a je předepsána minimální rozloha pastvin na 1 kus, přesahující masové chovy jsou proto vyloučeny. Cílem takového zemědělství je pracovat v co nejvíce uzavřených cyklech koloběhu látek, využívat místní zdroje a minimalizovat ztráty. Hlavním principem je biologický koloběh: 
zdravá půda ⇒ zdravé rostliny ⇒ zdravá zvířata ⇒ zdravé potraviny ⇒ zdraví lidé ⇒ nenarušená krajina.

## Právní úprava v Evropské unii a Česku

Označení biopotravin v Evropské unii

V Evropské unii upravuje pravidla ekologického zemědělství mj. nařízení Rady (ES) č. 834/2007 o ekologické produkci a označování ekologických produktů. V České republice definuje ekologické zemědělství a stanovuje kritéria pro označení produktů jako „produkt ekologického zemědělství“ zákon o ekologickém zemědělství č. 242/2000 Sb.

### Značení produkce
Ekologické podniky mají za povinnost jejich produkci značit tím, že před název výrobku uvedou předponu BIO (např. BIO pšenice). Předchází se tím záměna s konvenčními. Všechny biopotraviny prodávané v Evropské unii musí být značeny jednotným logem, evropskou bioznačkou, zeleným lístečkem z hvězdiček. Jednotlivé členské země navíc mohou používat i vlastní národní značky.

## Vývoj

### Historie

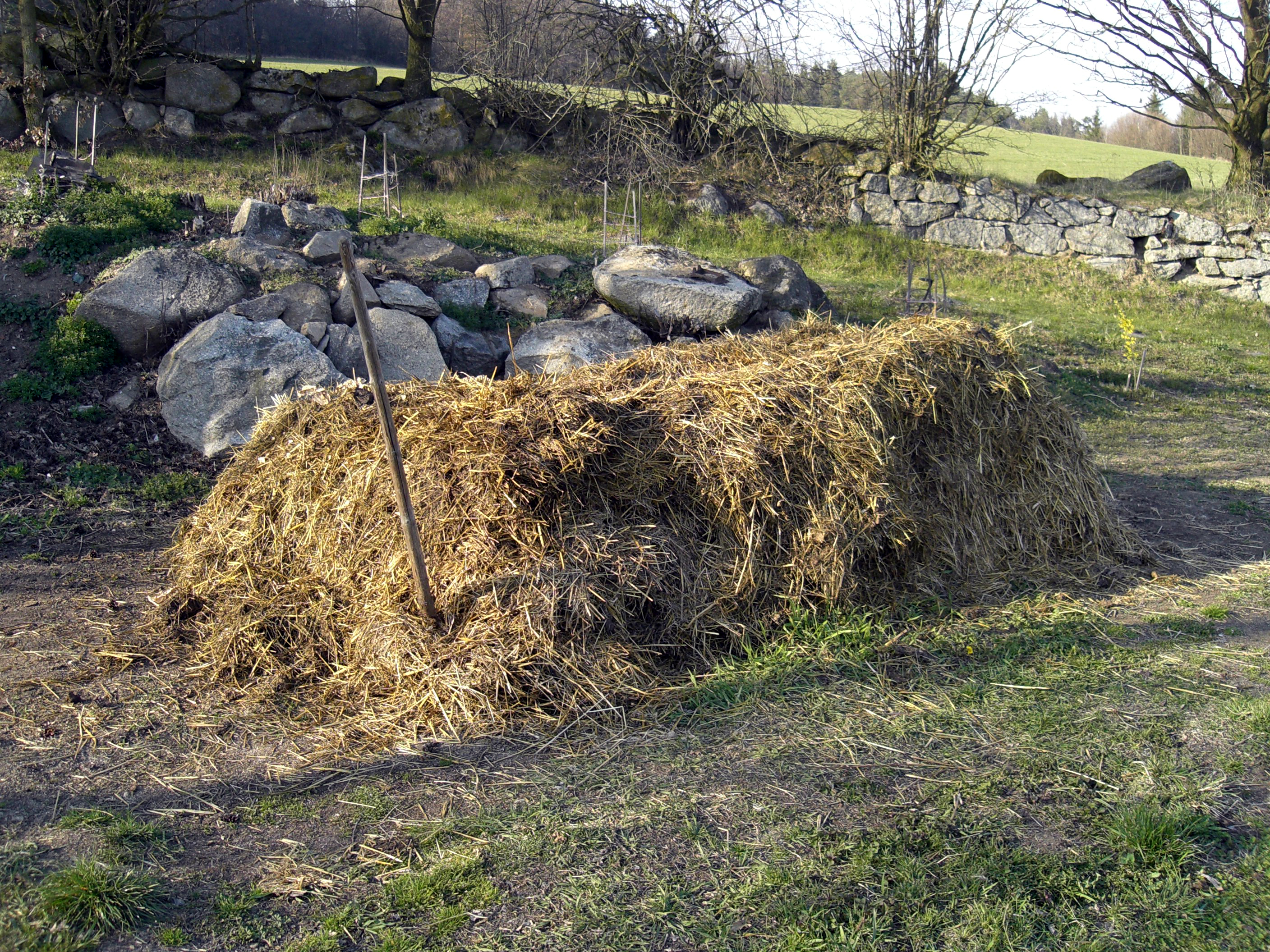
Chlévský hnůj nahrazuje v ekologickém zemědělství průmyslová hnojiva

Ekologické zemědělství není pro lidstvo žádnou novinkou. Tradiční zemědělské postupy byly dodržovány a rozvíjeny po tisíce let. Mezi ně ale vždy patřilo i odlesňování. Výraznou změnu přinesla až průmyslová revoluce, se kterou přišlo také masivní využívání průmyslově vytvářených hnojiv a pesticidů. Brzy se však začaly projevovat nežádoucí účinky těchto výrobků[zdroj?]. V reakci na to někteří vědečtí odborníci na půdu i někteří zemědělci začali hledat jiné možné cesty, jak ozdravit půdu a zachovat přitom výši produkce.
Dnešní ekologické zemědělství vychází, podle některých zdrojů, z biodynamického zemědělství. To je považováno za nevědecké. V Británii vděčí ekologické zemědělství za svůj rozvoj botanikům Siru Albertu Howardovi a jeho manželce Gabrielle Howardové, v německy hovořících zemích mělo hlavní vliv švýcarské "Selské hnutí" (Bauernheimatbewegung), které usilovalo o ochranu selského stavu před postupující industrializací. Po druhé světové válce začal systematický výzkum v oblasti ekologického zemědělství a postupně vznikala výzkumná střediska i obory v rámci vysokoškolského studia. K velkému rozvoji ekologického zemědělství v Evropě došlo zejména koncem 60. let v reakci na stále zřetelnější problémy konvenčního zemědělství (kvalita produkce, ochrana prostředí, přírodní zdroje, energie, zdraví spotřebitelů, udržitelnost aj.).

### Ve světě
Ekologické zemědělství prodělalo během posledních několika desítek let, co do průběhu a co do objemu, dramatický rozvoj. Dnes je v Evropě i v ostatním světě uznávanou alternativou k intenzivnímu (konvenčnímu) zemědělství, které bylo ekologickými principy výrazně ovlivněno. Ekologické zemědělství je dobře zakotveno v legislativě a podporováno i výukou a výzkumnou činností na vysokých školách. Uplatňuje se v rozvojových i vyspělých zemích. která např. od roku 2001 do roku 2020 rostla ročním tempem asi 8 %. V roce 1990 bylo na celém světě ekologicky obhospodařováno přibližně 15,8 mil. ha a v roce 2020 už 75 mil. ha, což představuje nárůst asi 8 % ročně. Celkem je takto obhospodařováno asi 1,6 % celkové světové zemědělské půdy, v Evropské unii 14,9 mil. ha, což je asi 9,2 % zemědělské půdy. Největší rozloha ekologické půdy je v Austrálii (36 mil. ha), dále v Argentině (4,5 mil ha), Uruguay (2,7 mil. ha). Největší podíl z celkové zemědělské půdy je v Lichtenštejnsku (42 %), dále v Rakousku (27 %) a Estonsku (22 %). Mezi kontinenty je největší plocha v Oceánii (35,9 mil. ha) skoro polovina světové ekologické zemědělské půdy) a dále v Evropě (17,1 mil. ha) a Latinské Americe (9,9 mil. ha); následuje Asie (6,1 mil. ha), Severní Amerika (3,7 mil. ha) a Afrika (2,1 mil. ha).
K roku 2020 bylo v Evropě obhospodařováno 17,1 mil. ha, na kterých působilo asi 418 tisíc ekologických producentů. Největší obdělávaná plocha připadá na Francii (2,5 mil. ha), dále Španělsko (2,4 mil. ha) a Itálii (2,1 mil. ha). V Itálii je největší počet ekostatků (72 tisíc), na druhém místě je Francie (53 tisíc).

### V České republice
V České republice (ČR) byl rozvoj ekologického zemědělství umožněn až demokratickými změnami ve společnosti po roce 1989, státem je podporováno státem hned od roku 1990. Republika se nachází na špičce mezi novými zeměmi EU a řadí se na přední světové místo v rozsahu ploch zařazených do ekologického hospodaření. Zatímco v roce 1990 fungovaly tři ekologické farmy, obhospodařující celkem 480 hektarů, ke konci roku 2004 byl celkový počet ekologicky hospodařících zemědělců a podniků 836 a bylo zaregistrováno zhruba 263 tisíc hektarů ekologicky obhospodařované půdy.  K 31. 12. 2020 hospodařilo ekologicky 4 665 ekostatků, a to na celkové výměře 543 tisíc ha, což představuje podíl 15 % z celkové výměry zemědělské půdy. Průměr v zemích v Evropě je 3 %, v Evropské unii asi 9 %. Podílem ČR zaujímá 9. místo ve světě.  Největší podíl ekologicky obhospodařované půdy však tvoří trvalé travní porosty (82 %), méně potom orná půda (17 %) a trvalé kultury (sady a vinice) (1 %).
|                                             | 1990 | 1999    | 2008    | 2014    | 2020    |
| ------------------------------------------- | ---- | ------- | ------- | ------- | ------- |
| Počet ekofarem                              | 3    | 473     | 1 946   | 3 885   | 4 665   |
| Výměra půdy v ekologickém zemědělství (ha)  | 480  | 110 756 | 341 632 | 493 971 | 543 252 |
| Podíl na celkové výměře zemědělské půdy (%) | 0    | 2,6     | 8,0     | 11,7    | 15,3    |
| Orná půda (%)                               | -    | 12,4    | 10,3    | 11,4    | 17,2    |
| Trvalé travní porosty (%)                   | -    | 86,7    | 82,4    | 83,5    | 81,6    |
| Trvalé kultury (%)                          | -    | 0,3     | 0,9     | 1,6     | 1,1     |
| Ostatní (%)                                 | -    | 0,5     | 6,4     | 3,5     | 0       |
| Počet výrobců biopotravin                   | -    |         | 429     | 506     | 865     |